# Kobna Anan
Kobna Anan (David Longdon) ist ein ghanaischer Schauspieler und ehrenamtlicher Kulturbotschafter Ghanas.

## Leben
Anan gehört dem Stamm der Fante an, deren Sprache er auch spricht. Zunächst studierte er Wirtschaftswissenschaften in Ghana, später Schauspielkunst und Theaterwissenschaften in Deutschland und England.
Seit den späten 1970er Jahren tritt Anan an Schulen im deutschsprachigen Europa auf. Mit Geschichten, Spielen, Gesang, Tanz und Essen versucht er, Einblicke in die afrikanische Kultur zu vermitteln. Zu Anans Programm gehören das ghanaische Kinderlied Tsche Tsche Kule, die Erzählung Das Lied der bunten Vögel sowie das Reisgericht Joloff.

## Werke
- Wie man in Europa afrikanisch kocht. Eine Anleitung für jedermann., 1980
- mit Thomas Imboden: Zu Gast in Afrika. Unterrichtseinheit für Schülerinnen und Schüler von 7 bis 18 Jahren. Kobnan Anan aus Ghana singt, spielt, erzählt, tanz, kocht., Zürich: Schweizerisches Komitee für Unicef, 1986
- mit Omari Amonde: Das Lied der bunten Vögel, Oberried: PAIS-Verlag, 2014, ISBN 978-3-931992-45-3